# Oiclus tipunch
Espèce
Oiclus tipunch est une espèce de scorpions de la famille des Diplocentridae.

## Répartition et habitat
Cette espèce est endémique de Terre-de-Haut en Guadeloupe.

## Description
La femelle holotype mesure 26,00 mm et le mâle paratype 23,10 mm.

## Taxinomie
Cette espèce, décrite en 2019 par Éric Ythier, est nommée en référence au Ti-punch.

## Publication originale
- Éric Ythier, « On the genus Oiclus Simon, 1880 (Scorpiones: Diplocentridae) in Guadeloupe islands, with description of three new species », Arachnida - Rivista Aracnologica Italiana, vol. 22, pp. 17-49.